# 松本良一
松本 良一（まつもと りょういち、1974年7月9日 - ）は、福岡県出身のサッカー指導者。現サッカー日本代表(SAMURAI BLUE)兼東京2020 オリンピックサッカー日本代表フィジカルコーチ。

## 来歴
小学校からサッカーを始め、小・中・高等学校時代は福岡代表（福岡県国体代表）にも選ばれた。中京大学体育会サッカー部では東海学生
サッカーリーグで、新人王、得点王、ベストイレブンの三冠に輝く。その後、中京大学大学院体育学研究科 に進む。
1999年、立正大学サッカー部のフィジカルコーチに就任してから指導者としてのキャリアを始める。2000年、関東大学サッカーリーグ昇格に貢献した。
2002年、ジョゼフ・ベングロシュ率いるジェフユナイテッド市原（当時）のトップチームフィジカルコーチに就任する。2003年以降、イビチャ・オシムのもとでフィジカルコーチとしてチームを支え、2005年シーズンのナビスコカップ優勝に貢献した。2006年以降はジェフユナイテッド市原・千葉のアカデミーや古巣立正大学でフィジカルコーチとして指導した。
2010年、中京大学の2年先輩にあたる篠田善之率いるアビスパ福岡のフィジカルコーチに就任する と、チームのフィジカルを劇的に向上させ、同年度のJ1昇格に貢献した。
2012年、森保一率いるサンフレッチェ広島F.Cのフィジカルコーチに就任する。チームフィジカル管理の全権を与えられ、3度のJ1優勝、2014年天皇杯の準優勝、2014年のナビスコカップ準優勝、FIFAクラブワールドカップ2015：第3位に貢献した。
2018年よりに2020年東京オリンピック出場する森保一率いるサッカー日本代表フィジカルコーチに就任し、2018年アジア競技大会で銀メダルを獲得した。また、2018年9月より日本代表(SAMURAI BLUE)フィジカルコーチも兼任し、AFCアジアカップ2019準優勝に貢献した。
2020東京オリンピックでは4位。
2022 FIFAワールドカップ カタールではラウンド16でクロアチアに敗戦したが、グループリーグではドイツとスペインに勝利し1位突破した。

## 参考資料
- “松本良一氏、フィジカルコーチ就任のお知らせ”.   サンフレッチェ広島公式 (2011年12月22日). 2014年1月27日閲覧。